# معقول (أغنية)
معقول هي أحد أشهر أغاني المطرب فضل شاكر، من الحان وكلمات مروان خوري، وتوزيع بلال الزين. تم إصدارها عام 2003 من إنتاج شركة الخيول للإنتاج الفني، وتوزيع شركة روتانا. وفي نفس العام 2003، قدم فضل شاكر أغاني «يا غايب» و«ضحكت الدنيا» وتعد أكثر سنوات فضل شاكر إنتشاراً ورواجا ونجاحا.
ومازالت الأغنية تحقق عشرات ملايين الاستماع والمشاهدات عبر منصات الإستماع الرقمية، وتم إعادة نشر الأغنية رسمياً عبر يوتيوب منتصف 2020 لتحقق أكثر من 50 مليون مشاهدة حتى يناير 2022. وتم إعادة غناء الأغنية من قبل عدة مطربين منهم: شيرين عبد الوهاب، زينة عماد، يارا، بوسي، ومروان خوري.

## كلمات الأغنية
- معقول إنساك... معقول!
- تنساني أنا على طول
- معقول ما نعود أحباب
- نمرق متل الاغراب
- ولا نبقى سوى... ولا نبقى سوى
- ياما قالوا الهوا غلاب
- ولا مره حسبنا حساب
- نبعد يا هوى... يا هوى
- ياما ياما عشاق
- نسيوا الأشواق
- ضاعوا وصاروا... كالعمر اوراق
- ياما كنا نقول
- عاشقين على طول
- لا لا مش معقول... تقدر يا فراق
- تاري المكتوب
- يا هوى مكتوب
- ولا تتعب يوم... يا قلوب
- معقول ما نعود أحباب
- نمرق متل الاغراب
- ولا نبقى سوى... ولا نبقى سوى